# Danielle Collins
Danielle Rose Collins (* 13. Dezember 1993 in Saint Petersburg, Florida) ist eine US-amerikanische Tennisspielerin.

## Karriere
Collins, die im Alter von sechs Jahren mit dem Tennisspielen begann, schlug zunächst den Weg einer College-Laufbahn ein, bevor sie sich 2016 entschied, Profi zu werden. Bei den NCAA Division I Tennis Championships 2014 und 2016 trat sie für die University of Virginia an und gewann jeweils den Einzelwettbewerb der Damen, 2015 erreichte sie das Viertelfinale.
Ihre ersten Erfahrungen auf der ITF Women’s World Tennis Tour sammelte sie bereits 2009 und gewann dort 2011 ihren ersten Profititel. Aufgrund ihrer Erfolge als College-Spielerin erhielt sie 2014 eine Wildcard für die Qualifikation des WTA-Turniers in New Haven, in der sie bereits in der ersten Runde scheiterte, sowie für das Hauptfeld der US Open, wo sie sich gegen die damalige Weltranglistenzweite Simona Halep erst nach drei Sätzen geschlagen geben musste und international erstmals auf sich aufmerksam machte.
Schon wenige Monate nach ihrem Entschluss, es auf der Profitour zu versuchen, gewann sie in Stillwater aus der Qualifikation heraus ihren ersten Titel bei einem Turnier der $25.000-Kategorie und erreichte anschließend beim $50.000-Turnier in Macon das Endspiel. Im Jahr darauf konnte sie bei fünf Finalteilnahmen auf der ITF-Tour zwei weitere Turniere der $25.000-Kategorie gewinnen. Zudem gab sie ihr Debüt im Qualifikationsturnier von Wimbledon. Anfang 2018 errang Collins in Newport Beach auf der WTA Challenger Series nach einem Endspielerfolg über Sofja Schuk zunächst ihren bis dahin größten Titel, bevor ihr anschließend bei den amerikanischen Premier Mandatory-Turnieren mit dem Einzug in die vierte Runde von Indian Wells sowie dem Erreichen des Halbfinals in Miami, wo sie mit Venus Williams ihren ersten Sieg über eine Spielerin aus den Top 10 der Tennisweltrangliste verbuchen konnte, endgültig der internationale Durchbruch gelang. In Rom gewann sie als Qualifikantin ihre erste Hauptfeldpartie außerhalb Amerikas und stand bei den French Open sowie Wimbledon erstmals in der Hauptrunde, wobei sie jeweils zum Auftakt scheiterte. Durch den Einzug ins Halbfinale von San José, in dem sie Maria Sakkari unterlag, konnte sie das Jahr in den Top 50 der Welt beenden.

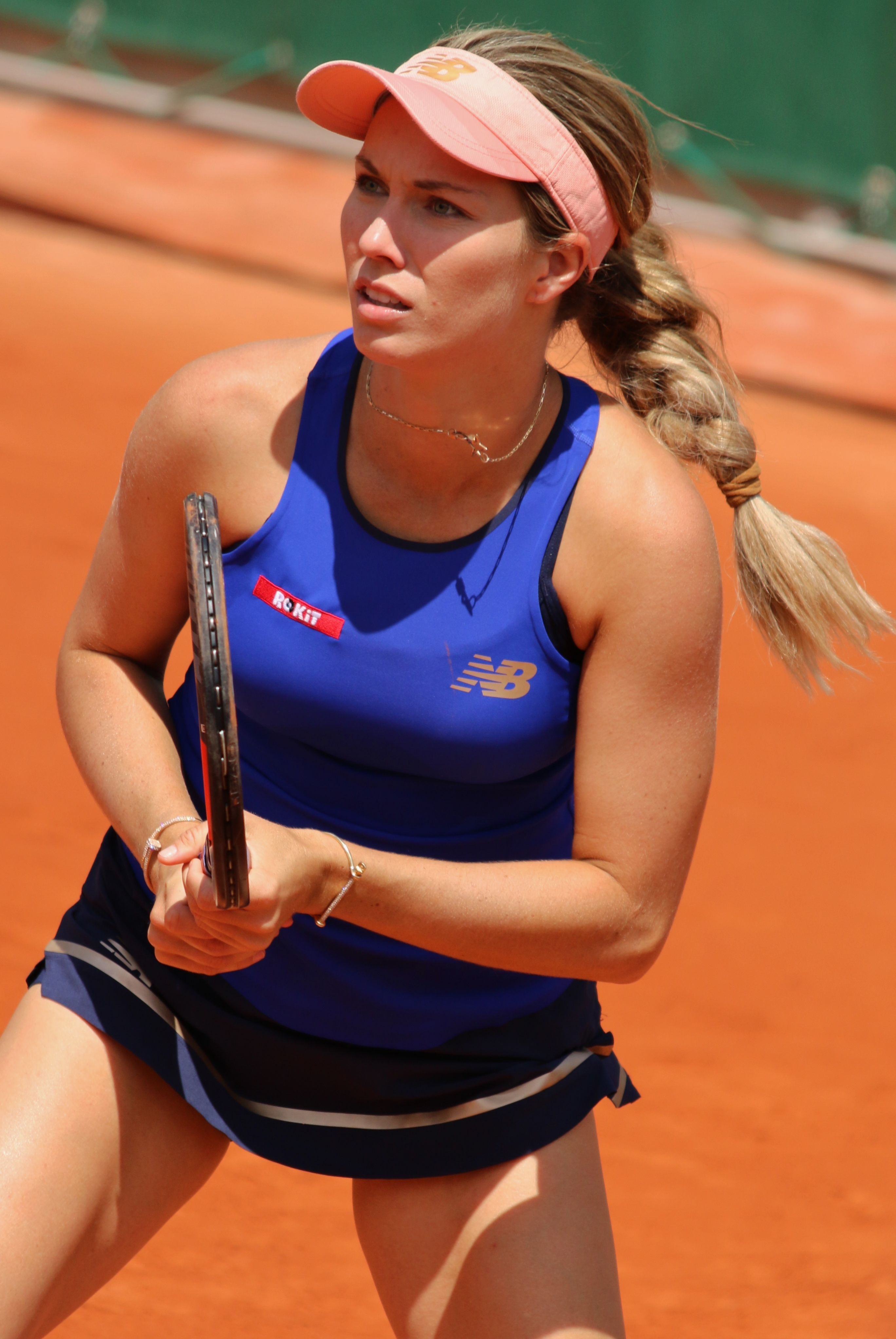
Danielle Collins (2019)

2019 gelang Collins bei den Australian Open nach Siegen über Angelique Kerber und Anastassija Pawljutschenkowa überraschend der Durchmarsch ins Halbfinale, wo sie gegen Petra Kvitová verlor. Im Anschluss erzielte sie mit Platz 23 ihre bislang beste Weltranglistenposition. Auch bei den restlichen Grand-Slam-Turnieren gewann sie jeweils ihr Auftaktmatch und kam in Wimbledon sogar in die dritte Runde. Im Doppel erreichte sie zudem an der Seite ihrer Landsfrau Bethanie Mattek-Sands erstmals das Viertelfinale. Auf der WTA-Tour errang sie in Charleston mit dem Erreichen des Viertelfinals ihr bestes Ergebnis. An ihre sensationelle Form von Melbourne konnte Collins erst Anfang 2020 wieder in Australien anknüpfen, als sie nacheinander in Brisbane ins Viertelfinale und in Adelaide ins Halbfinale vorstieß und dabei Top-10-Spielerinnen wie Elina Switolina und Belinda Bencic keine Chance ließ. Bei den Australian Open scheiterte sie jedoch schon gegen Julija Putinzewa in der zweiten Runde und fiel, da sie die Punkte aus dem Vorjahr nicht verteidigen konnte, in der Weltrangliste wieder zurück.
Collins bislang größter Erfolg als Einzelspielerin stellte sich bei den Australian Open 2022 ein. Dort gelangte sie an Nr. 27 gesetzt nach Siegen über die besser platzierten Elise Mertens und Iga Świątek ins Finale. Dort hatte sie gegenüber der australischen Weltranglisten-Ersten Ashleigh Barty das Nachsehen (6:3, 7:6).
2019 gab Collins bei der 2:3-Viertelfinalniederlage gegen Australien ihren Einstand für die Fed-Cup-Mannschaft der Vereinigten Staaten. Dort gewann sie ihre Einzelpartie gegen Daria Gavrilova, verlor aber im anschließenden Doppel.
Nach ihrer Zweitrundenniederlage gegen Iga Świątek bei den Australian Open 2024 gab sie bekannt, dass die Saison 2024 die letzte ihrer Karriere sein werde.
Im Oktober 2024 gab Collins ihren Rückzug vom Rückzug bekannt.

## Turniersiege

### Einzel
| Nr. | Datum             | Turnier       | Kategorie      | Belag     | Finalgegnerin       | Ergebnis        |
| --- | ----------------- | ------------- | -------------- | --------- | ------------------- | --------------- |
| 1.  | 9. Oktober 2011   | Williamsburg  | ITF $10.000    | Sand      | Nika Kuchartschuk   | 6:1, 6:3        |
| 2.  | 2. Oktober 2016   | Stillwater    | ITF $25.000    | Hartplatz | Caroline Dolehide   | 1:0 Aufgabe     |
| 3.  | 11. Juni 2017     | Bethany Beach | ITF $25.000    | Sand      | Lauren Embree       | 6:1, 6:0        |
| 4.  | 19. November 2017 | Norman        | ITF $25.000    | Hartplatz | Sachia Vickery      | 1:6, 6:3, 6:4   |
| 5.  | 28. Januar 2018   | Newport Beach | WTA Challenger | Hartplatz | Sofja Schuk         | 2:6, 6:4, 6:3   |
| 6.  | 25. Juli 2021     | Palermo       | WTA 250        | Sand      | Elena-Gabriela Ruse | 6:4, 6:2        |
| 7.  | 8. August 2021    | San José      | WTA 500        | Hartplatz | Darja Kassatkina    | 6:3, 6:710, 6:1 |
| 8.  | 30. März 2024     | Miami         | WTA 1000       | Hartplatz | Jelena Rybakina     | 7:5, 6:3        |
| 9.  | 7. April 2024     | Charleston    | WTA 500        | Sand      | Darja Kassatkina    | 6:2, 6:1        |

### Doppel
| Nr. | Datum         | Turnier    | Kategorie | Belag | Partnerin        | Finalgegnerinnen             | Ergebnis          |
| --- | ------------- | ---------- | --------- | ----- | ---------------- | ---------------------------- | ----------------- |
| 1.  | 9. April 2023 | Charleston | WTA 500   | Sand  | Desirae Krawczyk | Giuliana Olmos Ena Shibahara | 0:6, 6:4, [14:12] |

## Karrierestatistik und Turnierbilanz

### Einzel
Die letzte Aktualisierung erfolgte nach den Frech Open 2025.
| Turnier                      | 2009              | 2010              | 2011              | 2012              | 2013              | 2014              | 2015              | 2016             | 2017              | 2018              | 2019              | 2020              | 2021              | 2022              | 2023              | 2024      | 2025      | T / T       | S/N         | Sieg%       |
| ---------------------------- | ----------------- | ----------------- | ----------------- | ----------------- | ----------------- | ----------------- | ----------------- | ---------------- | ----------------- | ----------------- | ----------------- | ----------------- | ----------------- | ----------------- | ----------------- | --------- | --------- | ----------- | ----------- | ----------- |
| Australian Open              | –                 | –                 | –                 | –                 | –                 | –                 | –                 | –                | –                 | Q3                | HF                | 2                 | 2                 | F                 | 3                 | 2         | 3         | 0 / 7       | 18:7        | 72 %        |
| French Open                  | –                 | –                 | –                 | –                 | –                 | –                 | –                 | –                | –                 | 1                 | 2                 | VF                | 3                 | 2                 | 1                 | 2         | 2         | 0 / 8       | 10:8        | 56 %        |
| Wimbledon                    | –                 | –                 | –                 | –                 | –                 | –                 | –                 | –                | Q1                | 1                 | 3                 | n. a.             | 2                 | 1                 | 2                 | AF        | 3         | 0 / 7       | 9:7         | 56 %        |
| US Open                      | –                 | –                 | –                 | –                 | –                 | 1                 | –                 | 1                | Q1                | 1                 | 2                 | 1                 | 3                 | AF                | 2                 | 1         |           | 0 / 9       | 7:9         | 44 %        |
| Doha                         | n. a. bzw. a. K.  | n. a. bzw. a. K.  | n. a. bzw. a. K.  | –                 | –                 | –                 | a. K.             | –                | a. K.             | –                 | a. K.             | –                 | a. K.             | –                 | a. K.             | VF        | –         | 0 / 1       | 3:1         | 75 %        |
| Dubai                        | –                 | –                 | –                 | andere Kategorie  | andere Kategorie  | andere Kategorie  | –                 | a. K.            | –                 | a. K.             | –                 | a. K.             | –                 | a. K.             | 1                 | –         | –         | 0 / 1       | 0:1         | 0 %         |
| Indian Wells                 | –                 | –                 | –                 | –                 | –                 | –                 | –                 | –                | –                 | AF                | 3                 | n. a.             | 3                 | –                 | 1                 | 2         | 3         | 0 / 6       | 7:6         | 54 %        |
| Miami                        | –                 | –                 | –                 | –                 | –                 | –                 | –                 | –                | –                 | HF                | 3                 | n. a.             | 2                 | VF                | 3                 | S         | AF        | 1 / 7       | 20:6        | 77 %        |
| Madrid                       | –                 | –                 | –                 | –                 | –                 | –                 | –                 | –                | –                 | 1                 | 2                 | n. a.             | –                 | 2                 | –                 | AF        | –         | 0 / 4       | 4:4         | 50 %        |
| Rom                          | –                 | –                 | –                 | –                 | –                 | –                 | –                 | –                | –                 | 2                 | 2                 | –                 | –                 | AF                | –                 | HF        | AF        | 0 / 5       | 9:5         | 64 %        |
| Kanada                       | –                 | –                 | –                 | –                 | –                 | –                 | –                 | –                | –                 | –                 | 1                 | n. a.             | AF                | –                 | VF                | –         |           | 0 / 3       | 5:3         | 63 %        |
| Cincinnati                   | –                 | –                 | –                 | –                 | –                 | –                 | –                 | –                | –                 | 1                 | –                 | 1                 | 1                 | –                 | 2                 | –         |           | 0 / 4       | 1:4         | 20 %        |
| Guadalajara                  | n. a. bzw. a. K.  | n. a. bzw. a. K.  | n. a. bzw. a. K.  | n. a. bzw. a. K.  | n. a. bzw. a. K.  | n. a. bzw. a. K.  | n. a. bzw. a. K.  | n. a. bzw. a. K. | n. a. bzw. a. K.  | n. a. bzw. a. K.  | n. a. bzw. a. K.  | n. a. bzw. a. K.  | n. a. bzw. a. K.  | AF                | 1                 | a. K.     | a. K.     | 0 / 2       | 2:2         | 50 %        |
| Peking                       | –                 | –                 | –                 | –                 | –                 | –                 | –                 | –                | –                 | 2                 | 1                 | nicht ausgetragen | nicht ausgetragen | nicht ausgetragen | –                 | –         |           | 0 / 2       | 1:2         | 33 %        |
| Wuhan                        | nicht ausgetragen | nicht ausgetragen | nicht ausgetragen | nicht ausgetragen | nicht ausgetragen | –                 | –                 | –                | –                 | 1                 | 2                 | nicht ausgetragen | nicht ausgetragen | nicht ausgetragen | nicht ausgetragen | –         |           | 0 / 2       | 1:2         | 33 %        |
| Olympische Spiele            | nicht ausgetragen | nicht ausgetragen | nicht ausgetragen | –                 | nicht ausgetragen | nicht ausgetragen | nicht ausgetragen | –                | nicht ausgetragen | nicht ausgetragen | nicht ausgetragen | nicht ausgetragen | –                 | n. a.             | n. a.             | VF        | n. a.     | 0 / 1       | 3:1         | 75 %        |
| Billie Jean King Cup         | –                 | –                 | –                 | –                 | –                 | –                 | –                 | –                | –                 | –                 | PO                | HF                | HF                | RR                | RR                | 1         |           | 0 / 5       | 7:2         | 78 %        |
| Statistik                    | Statistik         | Statistik         | Statistik         | Statistik         | Statistik         | Statistik         | Statistik         | Statistik        | Statistik         | Statistik         | Statistik         | Statistik         | Statistik         | Statistik         | Statistik         | Statistik | Statistik | S/N         | S/N         | Sieg%       |
| Turnierteilnahmen            | 2                 | 2                 | 6                 | 3                 | 0                 | 2                 | 0                 | 12               | 28                | 22                | 21                | 6                 | 18                | 12                | 19                | 19        | 8         | Gesamt: 180 | Gesamt: 180 | Gesamt: 180 |
| Erreichte Finals             | 0                 | 0                 | 1                 | 0                 | 0                 | 0                 | 0                 | 2                | 5                 | 1                 | 0                 | 0                 | 2                 | 1                 | 0                 | 3         | 0         | Gesamt: 15  | Gesamt: 15  | Gesamt: 15  |
| Gewonnene Titel              | 0                 | 0                 | 1                 | 0                 | 0                 | 0                 | 0                 | 1                | 2                 | 1                 | 0                 | 0                 | 2                 | 0                 | 0                 | 2         | 0         | Gesamt: 9   | Gesamt: 9   | Gesamt: 9   |
| Hartplatz-Siege/-Niederlagen | 0:1               | 1:1               | 3:1               | 0:1               | 0:0               | 0:2               | 0:0               | 25:10            | 21:17             | 25:14             | 13:12             | 6:5               | 28:11             | 18:7              | 21:15             | 20:11     | 5:4       | 186:112     | 186:112     | 62 %        |
| Sand-Siege/-Niederlagen      | 0:1               | 1:0               | 10:4              | 4:2               | 0:0               | 0:0               | 0:0               | 1:1              | 16:7              | 6:4               | 8:6               | 4:1               | 11:3              | 3:4               | 0:2               | 19:5      | 7:4       | 90:44       | 90:44       | 67 %        |
| Rasen-Siege/-Niederlagen     | 0:0               | 0:0               | 0:0               | 0:0               | 0:0               | 0:0               | 0:0               | 0:0              | 1:2               | 2:3               | 2:2               | 0:0               | 1:1               | 0:1               | 1:1               | 3:1       | 0:0       | 10:11       | 10:11       | 48 %        |
| Gesamt-Siege/-Niederlagen    | 0:2               | 2:1               | 13:5              | 4:3               | 0:0               | 0:2               | 0:0               | 26:11            | 38:26             | 33:21             | 23:20             | 10:6              | 40:15             | 21:12             | 22:18             | 42:17     | 12:8      | 286:167     | 286:167     | 63 %        |
| Sieg%                        | 0 %               | 67 %              | 72 %              | 57 %              | –                 | 0 %               | –                 | 70 %             | 59 %              | 61 %              | 53 %              | 63 %              | 73 %              | 64 %              | 55 %              | 71 %      | 60 %      | Gesamt:     | Gesamt:     | 63 %        |
| Jahresendposition            | –                 | –                 | 608               | –                 | –                 | 950               | –                 | 299              | 167               | 36                | 31                | 45                | 29                | 14                | 55                | 11        |           | N/A         | N/A         | N/A         |

Zeichenerklärung: S = Turniersieg; F, HF, VF, AF = Einzug ins Finale / Halbfinale / Viertelfinale / Achtelfinale; 1, 2, 3 = Ausscheiden in der 1. / 2. / 3. Hauptrunde; RR = Round Robin (Gruppenphase); n. a. = nicht ausgetragen; a. K. = andere Kategorie; PO (Play-off) = Auf- und Abstiegsrunde im Billie Jean King Cup; K1, K2, K3 = Teilnahme in der Kontinentalgruppe I, II, III im Billie Jean King Cup.
Anmerkung: Diese Statistik berücksichtigt alle Ergebnisse im Einzel bei ITF- und WTA-Turnieren. Als Quelle dient die ITF-Seite der Spielerin. Dargestellt sind nur WTA-Turniere der Kategorie Tier I (bis 2008), die WTA-Turniere der Kategorien Premier Mandatory und Premier 5 (2009–2020) bzw. die WTA-Turniere der Kategorie 1000 (seit 2021).

### Doppel
| Turnier         | 2018 | 2019 | 2020 | 2021 | 2022 | 2023 | 2024 | 2025 | Karriere |
| --------------- | ---- | ---- | ---- | ---- | ---- | ---- | ---- | ---- | -------- |
| Australian Open | —    | 1    | 2    | —    | AF   | 1    | 1    | 1    | AF       |
| French Open     | —    | 2    | —    | 1    | 1    | 1    | —    | —    | 2        |
| Wimbledon       | 1    | VF   |      | —    | HF   | 1    | —    | —    | HF       |
| US Open         | 2    | AF   | —    | —    | —    | 2    | —    |      | AF       |